# Кинаспуоли
Кинаспуоли — пресноводное озеро на территории Поросозерского сельского поселения Суоярвского района Республики Карелии.

## Общие сведения
Площадь озера — 2,8 км², площадь водосборного бассейна — 446 км². Располагается на высоте 163,4 метров над уровнем моря.
Форма озера лопастная, продолговатая: оно более чем на три километра вытянуто с северо-запада на юго-восток. Берега изрезанные, каменисто-песчаные, часто — заболоченные.
С юго-востока в Кинаспуоли впадает река Халгиоя. С западной стороны — впадает река Мегри, а также река Совдозерка, несущая воды озёр Нурмат, Совдозера, Тумасозера и Кягиярви.
Кинаспуоли соединено короткой протокой с рекой Суной.
В озере более десяти безымянных островов различной площади, рассредоточенных по всей площади водоёма.
К северо-востоку от озераавтодорога местного значения.
К востоку от озера располагается посёлок Поросозеро.
Код объекта в государственном водном реестре — 01040100211102000017951.

## Панорама

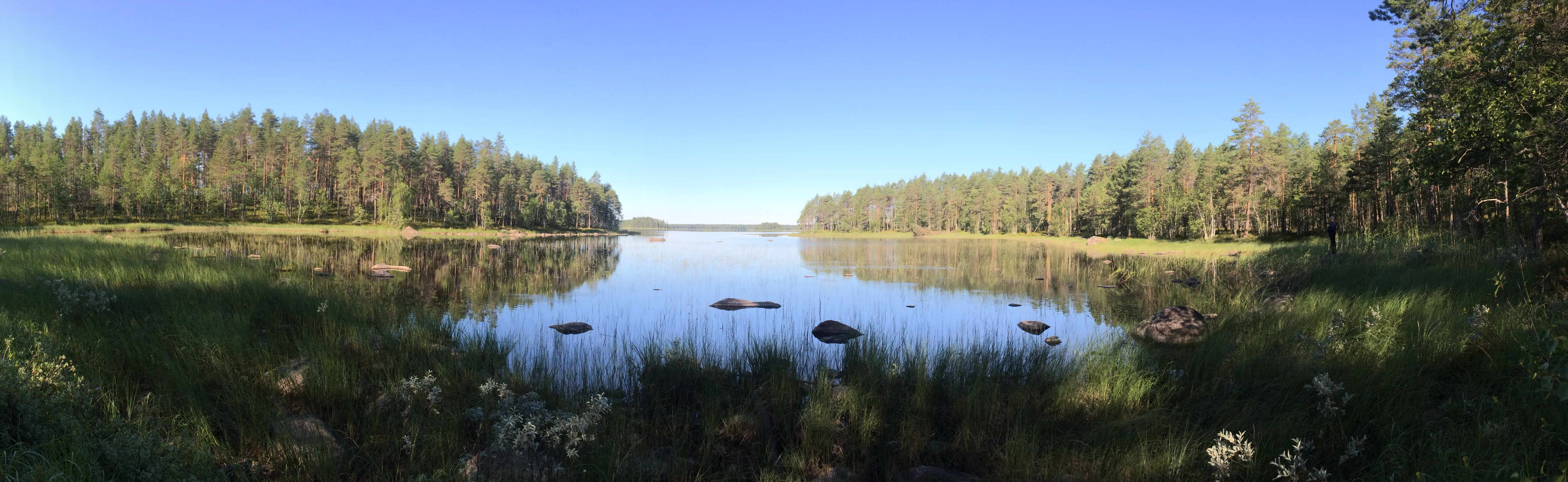
Панорама